# Netelia thomsonii
Netelia thomsonii är en stekelart som först beskrevs av Brauns 1889.  Netelia thomsonii ingår i släktet Netelia och familjen brokparasitsteklar. Utöver nominatformen finns också underarten N. t. rufa.